# 毕希日勒图庙
毕希日勒图庙，位于内蒙古自治区锡林郭勒盟苏尼特右旗，是一座藏传佛教格鲁派寺院遗址。

## 简介
苏尼特右旗原来设有巴彦朱日和苏木，位于苏尼特右旗南部。在该苏木境内，清朝建有温都尔庙、毕希日勒图庙、脑木齐庙、宝德喇嘛庙，这些寺庙在解放前以及文化大革命中先后损毁或遭到破坏。毕希日勒图庙如今位于苏尼特右旗朱日和镇敦达乌苏嘎查境内。
毕希日勒图庙是著名的“幼年军校”学生起义发生地。“幼年军校”是德穆楚克栋鲁普王爷在其王府近旁兴建的幼年军事学校（生徒队），以培养青年军官，该校学生在校学习三年后，升入厚和豪特（今呼和浩特）的“蒙古军官学校”。1945年，幼年军校的一至三期学生已经毕业，在校生有四至六期学生将近200人。其中的第四期学生照日格图、拉希尼玛等人通过超鲁（时任蒙古军第9师少尉副官、警卫排长。离休之前担任中国人民解放军呼和浩特警备区顾问）与共产国际地下工作者乌力吉敖其尔（时任蒙古军第9师师长）、毕力格巴图尔等人保持联系。乌力吉敖其尔、毕力格巴图尔策动该校学员起义。
抗日战争结束前夕，1945年8月初的一个夜晚，日本教官以进行军事训练及赴浩日嘎庙看庙会为借口，将这些学生带出幼年军校，企图将他们哄骗至张家口抵抗即将开到的苏蒙联军。在行军途中，幼年军校的照日格图等高年级同学秘密策划了起义行动。 当天夜间，队伍在毕鲁图庙以北野营，次日晌午开到德王府以南100里左右的毕希日勒图庙休息。毕希日勒图庙的喇嘛在望见这队人马时便逃散。幼年军校教官及学员解散后，各自到庙内及喇嘛住屋内找食物或休息。主任教官进入一个蒙古包吃饭并休息，另两位教官也各自找房间休息。照日格图等人趁机组织了三批学员分别围攻上述三位日本教官。其中两位教官几乎未抵抗便被击毙，另一位教官突围向东南方向逃跑1公里之后被追来的学员们击毙。行动完成后，照日格图等人将幼年军校全体学员召集至毕希日勒图庙前，揭露了日本人的阴谋，说明了此次行动的目的，号召学员们跟着共产党走。此后，全体学员开始行军返回。在返程中，为防止日本人可能进行的报复，所以他们决定暂不回幼年军校，全体学员解散。照日格图等多位高年级学员分赴大青山、巴音敖包地区寻找八路军及苏蒙联军。 不久，大部分学员分别参加内蒙古骑兵、赴蒙古人民共和国学习、赴张家口军政学院学习等等，从而大多参加了革命。